# Gnomonia manihotis
Gnomonia manihotis är en svampart som beskrevs av Punith. 1974. Gnomonia manihotis ingår i släktet Gnomonia och familjen Gnomoniaceae.   Inga underarter finns listade i Catalogue of Life.